# イケダハヤト
イケダ ハヤト（1986年〈昭和61年〉 - ）は日本のブロガー、著述家、Voicyパーソナリティ、合同会社代表、NFTコミュニティ運営者。
ニュースブログ「ihayato.news」で「BLOGOS AWARD 2012」大賞を受賞。NPOを支援するプロボノ集団「テントセン」の創設者、代表、ビッグイシューオンライン共同編集長を歴任。挑発的な言動が特徴で、炎上が多い人物。著書は『年収150万円で僕らは自由に生きていく』や『まだ東京で消耗してるの?』など。略称はイケハヤ。
中学生時代から個人サイト「nubonba」を運営し、『ネットランナー』で連載。ルネサステクノロジでSNSを担当し、トライバルメディアハウスのSMMアナリストを経て、2011年からフリーランス。2014年には高知県へ移住し、2016年より合同会社日本の田舎は資本主義のフロンティアだ代表。
YouTubeやVoicyで情報発信し、仮想通貨にも投資。Fintechレビューアフィリエイトや情報商材販売にも取り組み、オンラインサロンの運営や活動も行った。NFTコレクション「CryptoNinja NFT」もプロデュースした。

## 来歴・人物

### 生い立ち、学生時代
1986年生まれ。神奈川県横浜市出身。中学生時代から「nubonba」を運営し、ソフトバンククリエイティブ社発行の『ネットランナー』で連載。横浜市立戸塚高等学校を卒業し、早稲田大学政治経済学部に進学。後の妻であるイケダミキとは吹奏楽のサークルで出会ったという。

### 東京時代
2009年に卒業し、入社したルネサステクノロジではSNSを担当したという。11ヵ月で退職し、その後はベンチャー企業「トライバルメディアハウス」でSMMアナリストを担当。2010年頃にはビッグイシューのSNSをコンサルティングしている。また、エイズ孤児を支援するNGO「PLAS」でソーシャルメディアマーケティング担当のプロボノとして活動。2010年にはNPOを支援するプロボノ集団「テントセン」を創設し、代表を務めた。
2011年4月よりフリーランスとなり、ノマドワーカーの暮らしになる。社会人2年目から同棲を開始しており、2011年11月1日に入籍したという。2012年9月1日にNHK Eテレで放送された『新世代が解く!ニッポンのジレンマ4』では、高木新平や小島梨揮、古市憲寿らとともにイケダも出演。同年同月には『ビッグイシュー・オンライン』を立ち上げ、編集長に就任する（後、共同編集長）。
イケダが運営するニュースブログ「ihayato.news」は月間20万人を超える訪問者を集めたことがあり、同サイトの管理者として「BLOGOS AWARD 2012」大賞を受賞している。同年には星海社新書より『年収150万円で僕らは自由に生きていく』を出版し、また、多摩大学の経営情報学部で非常勤講師を務めたこともある。

### 高知時代
東京都多摩市に住んでいたイケダは子育てを機に地方への移住を考えるようになり、2014年6月に高知県高知市に転居。転居とともに「イケハヤ書店」はサイト名を「まだ東京で消耗してるの？」に改題している。2015年5月には高知県中部の嶺北地区の長岡郡本山町へ転居。2016年には活動を法人化し、合同会社「日本の田舎は資本主義のフロンティアだ」の代表となる。
イケダはVoicyでも情報発信を行っており、2018年時点では経沢香保子がスポンサーとなっていた。「イケハヤ大学」でYouTuberとしても活動。さらに2017年にはサイト名を「まだ仮想通貨やってないの？」に改題。仮想通貨とブロックチェーンについても扱った。イケダの仮想通貨投資はFintechレビューによるアフィリエイト収入がねらいの一つと言われる。2018年にはアソビモ株式会社が運営する「ASOBI COIN」のアドバイザーに就任。また、はあちゅうらと協同でオンラインサロンも運営していた（詳細は#高知県での活動参照）。
2017年にはブログで1.5億円の収益があったというが、2019年にはGoogleアップデートの影響でアフィリエイト収入が激減。SEO（検索エンジン最適化）対策のため、livedoor BlogからWordPressへの変更を図った。2021年6月、イケダが「錬金術」と絶賛していた仮想通貨「TITAN」が大暴落。イケダ自身は利益を確定させて引き上げていたことから大きな批判を浴び、Twitterを鍵アカウントにすることになった。
2018年頃からNFTに興味を持っていたといい、2021年にはCryptPunksを購入。「XANALIA NFTART AWARDS 2021」でもアンバサダーに就任。同年から二次創作を歓迎するNFTコレクション「CryptoNinja NFT」をプロデュースし、2023年10月に監督・野中晶史、脚本・細川徹でテレビアニメ化される「忍ばない！クリプトニンジャ咲耶」では原作にクレジットされている。同作品はファンワークスによる制作で、クラウドファンディングで資金調達が行われた

## 高知県での活動
2014年6月に高知県高知市]転居し、Yahoo!ニュースや高知新聞で話題になった。『現代ビジネス』の連載では高知で「こどものための図書館」や「高知ベンチャーサミット」「土佐山アカデミー」などの活動をしている人物を取り上げた。2015年5月には高知県中部の嶺北地区の長岡郡本山町へ転居。2016年4月20日には活動を法人化し、合同会社日本の田舎は資本主義のフロンティアだの代表となる。法人番号は「2490003001052」で、資本金は非公開。事業内容はデジタルメディア運営やリアルメディア運営など。
その後土地を購入し、「イケハヤランド」として開発中。2017年には第1回地方創生会議にも招待され、「地方創生×フリーランス」のトークセッションに登壇。「リアルな空間があり余っている、いろんなリソースがあり余っている状態で、新しい技術が入ってくると、僕らっているのはすごく有利になるんですよね。なので僕は当時誰もいない限界集落へ行って、自分の国を作ろうとしたわけですよ。」と語っている。また、NPO「ONEれいほく」ではサポーターも務めた。
イケダはブログなどのノウハウを扱う情報商材も販売。さらに正田圭と運営していたオンラインサロン「脱社畜サロン」は、2019年1月にはあちゅうの運営する「はあちゅうサロン」と合併。会費は月3000円で、会員規模は当初約3000人。その後、運営者から正田が抜けて小原聖誉が運営に参加。同年3月の時点での会員数は約1500人。同年4月には「スキルシェアサロン」に改名し、同年6月時点での会員は約300名であった。また、しゅうへい運営のオンラインサロンにも関与していた。
2020年、イケダは「若返りサプリ」として知られる抗老化候補物質NMN（ニコチンアミドモノヌクレオチド）のサプリメントも販売。中国で製造した原材料を静岡県の工場で加工したもので、「ロンジェビティ・ラボ」というECサイトで販売。ただし、2020年12月に内科医の名取宏はイケダらが販売するNMNサプリの効用は動物実験レベルでしかデータがなく、人間が服用した際の効果は証明されていないと指摘している。

## 主な受賞歴
- 2012年 - 「BLOGOS AWARD 2012」大賞（「ihayato.news」の管理者として受賞）[14][注 13]
- 2023年 - 「JinaCoin awards 2023」仮想通貨インフルエンサー部門受賞[80]

## 著書

### 単著
- 『フェイスブック ― 私たちの生き方とビジネスはこう変わる ―』講談社〈現代プレミアブック〉、2011年2月、ISBN 9784062950695。
- 『年収150万円で僕らは自由に生きていく』星海社〈星海社新書 26〉、2012年11月、ISBN 978-4061385283。
- 『ブログエイジ ー イケダハヤトのブログ農耕ライフ』小川未来 編集、未来系レーベル、Kindle版、2013年6月、ASIN B00DG7LGJ8。
- 『武器としての書く技術 ― 30万人に届けて月50万円稼ぐ! ― 新しい(秘)文章術』中経出版、2013年6月、ISBN 9784046027368。
- 『旗を立てて生きる ― 「ハチロク世代」の働き方マニュフェスト ー』晶文社〈就職しないで生きるには 21〉、2013年6月、ISBN 9784794969033。
- 『なぜ僕は「炎上」を恐れないのか ― 年500万円稼ぐプロブロガーの仕事術 ―』光文社〈光文社新書 680〉、2014年2月、ISBN 9784334037833。
- 『新世代努力論 ― 「恵まれた世代」は判ってない。これがぼくらの価値観 (生きかた) だ。―』朝日新聞出版、2014年7月、ISBN 9784023312760。
- 『武器としての書く技術』KADOKAWA、中経出版、2013年6月、ISBN 978-4046027368。
- 『まだ東京で消耗してるの? ― 環境を変えるだけで人生はうまくいく ―』幻冬舎〈幻冬舎新書 404〉、2016年1月、ISBN 978-4344984059。
- 『中学生から知っておきたい! 悪い大人にお金をだまし取られない全知識』主婦の友社、2021年2月、ISBN 978-4074468942。

### 共著
- 『ソーシャルコマース ― 業界キーマン12人が語る、ソーシャルメディア時代のショッピングと企業戦略 ―』マイナビ、2011年12月、ISBN 9784839940836 - 桜丘製作所、三橋ゆか里、川田智明 共著。
- 『イケダハヤト×イチロー教授 新旧ソーシャルエコノミスト対談 会社について』ユナイテッド・ブックス、Kindle版、2013年7月、ASIN B0746D3DD5 - 小林一郎 共著。
- 『ネットが味方になるWebマーケティングの授業』秀和システム、2014年3月、ISBN 9784798041032 - 中川淳一郎、出口治明、伊藤新之介 共著。
- 『仏教は宗教ではない ― お釈迦様が教えた完成された科学 ―』Evolving、2014年10月、ISBN 9784908148002 - アルボムッレ・スマナサーラ 共著。
- 『世界一やさしい アフィリエイトの教科書 1年生』ソーテック社、2015年1月、ISBN 9784800720184 - 染谷昌利 共著。
- 『自由になるトレーニング』Evolving、2016年3月、ASIN B01DOV3K8U - プラユキ・ナラテボー、ヒビノケイコ 共著。

### 分担執筆
- 『「統治」を創造する ― 新しい公共/オープンガバメント/リーク社会―』春秋社、2011年12月、ISBN 9784393333129 - 西田亮介、塚越健司 編著[注 14]。
- 『脱グローバル論 ― 日本の未来のつくりかた ―』講談社、2013年6月、ISBN 9784062184274[注 15]。
- 『PLANETS vol.10』PLANETS、第二次惑星開発委員会、2018年10月、ISBN 9784905325116[注 16]。

## 自費出版（イケハヤ書房）
Amazon KindleではKDP（Kindle ダイレクト・パブリッシング）による自費出版が容易であり、イケダは「イケハヤ書房」としてKindleで自費出版している。下記、いずれも「イケハヤ書房」名義の電子書籍（Kindle版）。

### 単著
- 『「凡人」を脱するための10の考え方。』2016年4月、ASIN B01EUBOYII。
- 『プロブロガーによる「ブログ運営の教科書」初級編』2016年4月、ASIN B01EMHVRKI。
- 『「私に、時間をください」と、妻は言った。― プロブロガーの妻が考えていること。 ―』2016年5月、ASIN B01FH5ML9A。
- 『月130万稼ぐ「初期投資ゼロのブログアフィリエイト」の手法をチラ見せします。』2016年5月、ASIN B01GGRJNDU。
- 『「自分に自信がない人」は、文字通り「何をやってもダメ」だと思った話。』2016年6月、ASIN B01H6DIHTO。
- 『失敗を失敗と思わないための10の技術: 完璧主義をやめたいあなたへ。』2016年8月、ASIN B01KCMMDI2。
- 『【永久保存版】全18種類！ サラリーマンがはじめて副業するときに 必ず読む本』2020年9月、ASIN B08HPH3MWX。
- 『【100年後も通用する】 イケハヤ流！ 稼ぐために”絶対”必要な18の思考法』2020年9月、ASIN B08K3JMKXB。
- 『YouTubeでメシを食う方法。』2020年9月、ASIN B08KH48KQX。
- 『イケハヤ流資産運用術 4000万円貯められる方法、教えます。』2020年11月、ASIN B08NJW19W9。
- 『文章で飯を食う方法。 ～文章だけで年 1 億稼ぐ！「売れる文章術」完全解説～』2020年11月、ASIN B08NXKPQHX。
- 『イケハヤ流資産運用術 4000万円貯められる方法、教えます。』2020年11月、ASIN B08NJW19W9。
- 『【完全解説】詐欺に注意！ビットコイン投資の正しい始め方。』2020年11月、ASIN B08PCJNVFB。
- 『これで失敗しない！田舎暮らし・地方移住完全ガイド』2020年12月、ASIN B08QRMM6CL。
- 『【徹底解説】クラブハウスをはじめるときに必ず読む本』2021年1月、ASIN B08VJDWCK5。

### 共著
- 八木仁平 共著『ブログで月商100万円稼ぐマインド』2016年4月、ASIN B01E93OQMQ。
- マナブ、しゅうへい 共著『マナブ×イケハヤ トップインフルエンサーが語る Webマーケティング最前線』2021年2月、ASIN B08X9WZSXN。
- シュナプーン 共著『考えるな、助けろ。― やりたいことがわからない若者と対談してみた ―』2021年6月、ASIN B09835TFNM。

### 編集
- 松本雄介 著、イケダハヤト 編集『自宅でおいしくコーヒーを淹れるための教科書』2016年9月、ASIN B01M0LBUKN。

## 連載
- 『ネットランナー』（ソフトバンククリエイティブ社）[18]
- 「ソーシャルウェブが未来を創る!」『現代ビジネス』（2010年7月5日[83] - 2015年4月10日[84]）[64]
- 「対談：ジョン・ガーズマ×イケダハヤト『スペンドシフト』」『PRESIDENT ONLINE』（2011年11月1日 - 2日）[10]
- 「なぜ僕は「炎上」を恐れないのか——年500万円稼ぐプロ・ブロガーの仕事術」『cakes』[85][86]（2014年1月30日[85] - 5月5日[86]）
- 「イケハヤが語る 僕の仕事、移住、家族から仮想通貨まで」『PARAFT』[11]（2017年5月8日[87] - 10月30日[88]）